# 김도균 (음악가)
김도균(1964년 5월 11일 ~ )은 대한민국의 기타 연주자이자 가수이다. 본관은 김해이다. 그는 기타 산조 음악으로도 유명하다.

## 생애
대구 남구에서 섬유 회사를 경영하던 김정태와 전정임 부부 슬하에서 1남 2녀 중 막내로 태어난 김도균은 어렸을 때 천체물리학자를 꿈꾸며 미술과 음악에 흥미를 가진 평범한 소년이었다. 중학교 입학 후 사촌형이 치던 전기 기타에 관심을 가진 것이 계기가 되어 록 음악에 입문하게 되었고, 친구들과 함께 록밴드 '중성자'를 결성하여 활동하였다. 고등학교 1학년을 마친 후 학업보다 음악에 더욱 관심을 갖게 된 김도균은 스스로 학교를 자퇴하고 집을 나와 인근 야산에서 기타 연습을 하다가 1980년 초 대구의 한 클럽에서 기타 연주를 시작하였고, 얼마 후 상경하여 4인조 록밴드 '수레바퀴'를 결성하고 이태원동을 중심으로 활동하다가 백두산의 리더 유현상에게 발탁되어 밴드 생활을 시작하게 되었다.
1986년부터 1987년까지 백두산의 기타리스트로 활동하던 김도균은 프로젝트 록 인 코리아(Rock in Korea)에 참여한 후 영국으로 건너가 사랑Sarang이라는 밴드로 활동했다. 1990년 임재범과 함께 한국으로 돌아와 록 밴드 아시아나를 결성했으나, 거의 전곡을 영어로 만들고 영국에서 녹음한 앨범이 국내에서 좋은 반응을 얻지 못했다. 라우드니스 오프닝 공연 이후 별다른 활동 없이 해산하고, 다시 백두산을 재결성하여 보컬리스트 겸 기타리스트로 활동했다. 이후 1999년 김도균 그룹을 거쳐 2009년부터 다시 록 음악으로 돌아온 유현상과 함께 백두산의 멤버로 활동하고 있다. 2003년에는 김태원, 신대철과 함께 D.O.A.라는 프로젝트 그룹을 결성하기도 했다. 2010년부터 여러 예능 프로그램에 출연하기 시작했고 2011년 KBS의 밴드 서바이벌 프로그램 《TOP 밴드 시즌1》에서 코치를 맡았다. 젊은 시절부터 록 음악과 국악의 결합을 계속 탐구하고 있다.

## 학력
- 대구남도국민학교 (전학) → 대구교육대학 부속국민학교 (졸업)
- 경복중학교 (졸업)
- 영진고등학교 (중퇴)

## 앨범

### 솔로
- 《Center of the Universe》(1989년)

### 아시아나
- 《Out On The Street》(1990년)

### 삼총사
- 《The Three Musketeers》(2002년)

### D.O.A.
- 《Dead or Alive》(2003년)

### 김도균 그룹
- 《정중동 (靜中動)》(2010년)

## 방송
- MBC 《은밀하게 위대하게》
- SBS 《불타는 청춘》
- MBC 《미스터리 음악쇼 복면가왕》
- 네이버 TV 《요술병》 ... 쟈니 역
- tvN 《오늘부터 출근》
- MBC 《추석특집 건강보감 리턴즈》
- KBS1 《2012 KBS 감동대상》
- KBS2 《밴드 서바이벌 TOP 밴드 시즌 1, 2》
- 아리랑 TV 《Rock On Korea》
- MBC 《나 혼자 산다》

## 참조
1. ↑  “김부선 실제 나이, '침묵이 죄인가요?'…누리꾼 '헉!'”. 더스타. 2012년 6월 20일. 2016년 2월 3일에 원본 문서에서 보존된 문서. 2012년 9월 24일에 확인함.
2. ↑  추억의 LP여행: 김도균(上), 주간한국 2003년 3월 24일